# Hockenheim
Hockenheim – miasto w Niemczech, w kraju związkowym Badenia-Wirtembergia, w rejencji Karlsruhe, w regionie Rhein-Neckar, w powiecie Rhein-Neckar-Kreis, siedziba wspólnoty administracyjnej Hockenheim. Leży ok. 15 km na południowy zachód od Heidelbergu, przy autostradach A6, A61, drogach krajowych B36, B39 i linii kolejowej Mannheim–Bazylea.
W okolicach miasta zlokalizowany jest tor wyścigowy Hockenheimring.

## Współpraca
Miejscowości partnerskie:
- Commercy, Francja
- Hohenstein-Ernstthal, Saksonia
- Mooresville, Stany Zjednoczone